# ゴールウェイ・ユナイテッドFC
ゴールウェイ・ユナイテッド・フットボールクラブ（英語: Galway United Football Club）は、アイルランドのゴールウェイをホームタウンとするサッカークラブ。

## 歴史
クラブは1937年にゴールウェイ・ローヴァーズの名前で創設された。ジュニアレベルで成功した後、1976年のFAIリーグカップで初めてシニアサッカーに参入した。1977年、リーグ・オブ・アイルランドに加盟し、同年8月28日のセント・パトリックス・アスレティック戦でデビューした。1981年にリーグカップで準優勝した後、ゴールウェイ・ユナイテッドに改称した。
1985年にFAIカップで準優勝し、1985-86シーズンには16試合無敗のリーグ記録を作り、優勝したシャムロック・ローヴァーズに次ぐ過去最高順位の2位になった。また、リーグカップ初優勝を飾り、クラブ初のシニアレベルのタイトルを獲得した。1991年5月12日、FAIカップ決勝でシャムロック・ローヴァーズに勝利し、初優勝を果たした。1991-92シーズンはリーグ・オブ・アイルランド・プレミアディビジョン最下位に終わり、初めてファーストディビジョンに降格した。1996-97シーズンはリーグカップで2回目の優勝を果たした。
2011シーズンはプレミアディビジョン最下位に終わった。クラブは財政問題により、2012シーズンのライセンスを取得できなかった。2013年、ゴールウェイ・ユナイテッド・サポーターズ・トラストFC（GUST）とサルシル・デヴォンFC、Mervue United、ゴールウェイサッカー協会によってゴールウェイFCが新しく創設された。クラブは2014シーズンのファーストディビジョンに加盟し、昇格プレーオフでシェルボーンとUCDを破ってプレミアディビジョンに昇格した。ゴールウェイFCは2015シーズン前にゴールウェイ・ユナイテッドFCの名称使用権を購入して改称した。

## タイトル

### 国内タイトル
- FAIカップ：1回
  - 1990-91
- リーグ・オブ・アイルランドカップ：2回
  - 1985-86, 1996-97

### 国際タイトル
- なし

出典

## 過去の成績
| シーズン | ディビジョン           | ディビジョン | ディビジョン | ディビジョン | ディビジョン | ディビジョン | ディビジョン | ディビジョン | ディビジョン | FAIカップ    | リーグカップ |
| シーズン | リーグ                 | 順位         | 試           | 勝           | 分           | 敗           | 得           | 失           | 点           | FAIカップ    | リーグカップ |
| -------- | ---------------------- | ------------ | ------------ | ------------ | ------------ | ------------ | ------------ | ------------ | ------------ | ------------ | ------------ |
| 2011     | プレミアディビジョン   | 10位         | 36           | 1            | 3            | 32           | 20           | 115          | 6            | 3回戦敗退    | 1回戦敗退    |
| 2012     |                        |              |              |              |              |              |              |              |              |              |              |
| 2013     |                        |              |              |              |              |              |              |              |              |              |              |
| 2014     | ファーストディビジョン | 3位          | 28           | 13           | 10           | 5            | 47           | 23           | 49           | 3回戦敗退    | 準々決勝敗退 |
| 2015     | プレミアディビジョン   | 10位         | 33           | 9            | 4            | 20           | 39           | 61           | 31           | 3回戦敗退    | 準優勝       |
| 2016     | プレミアディビジョン   | 9位          | 33           | 10           | 8            | 15           | 44           | 54           | 38           | 2回戦敗退    | 準々決勝敗退 |
| 2017     | プレミアディビジョン   | 10位         | 33           | 7            | 14           | 12           | 45           | 50           | 35           | 準々決勝敗退 | 準決勝敗退   |
| 2018     | ファーストディビジョン | 6位          | 27           | 10           | 7            | 10           | 41           | 36           | 37           | 2回戦敗退    | 2回戦敗退    |
| 2019     | ファーストディビジョン | 8位          | 27           | 7            | 5            | 15           | 36           | 42           | 26           | 準々決勝敗退 | 2回戦敗退    |
| 2020     | ファーストディビジョン | 5位          | 18           | 7            | 6            | 5            | 26           | 19           | 27           | 2回戦敗退    | 中止         |
| 2021     | ファーストディビジョン | 2位          | 27           | 15           | 6            | 6            | 39           | 25           | 51           | 1回戦敗退    | 中止         |
| 2022     | ファーストディビジョン | 3位          | 32           | 17           | 9            | 6            | 56           | 30           | 60           | 2回戦敗退    | 中止         |
| 2023     | ファーストディビジョン | 位           |              |              |              |              |              |              |              |              | 中止         |

## 欧州の成績
| シーズン | 大会                       | ラウンド | 対戦相手       | ホーム | アウェー | 合計 |  |  |
| -------- | -------------------------- | -------- | -------------- | ------ | -------- | ---- |  |  |
| 1985-86  | UEFAカップウィナーズカップ | 1回戦    | リンビー       | 2-3    | 0-1      | 2-4  |  |  |
| 1986-87  | UEFAカップ                 | 1回戦    | フローニンゲン | 1-3    | 1-5      | 2-8  |  |  |
| 1991-92  | UEFAカップウィナーズカップ | 予選     | オーデンセ     | 0-3    | 0-4      | 0-7  |  |  |

出典

## 歴代所属選手
- デイヴィッド・フォード 1999-2001, 2004